# Bad Cop/Bad Cop
Bad Cop/Bad Cop ist eine US-amerikanische Band aus Südkalifornien. Sie steht derzeit bei Fat Wreck Chords unter Vertrag.

## Bandgeschichte
Bassistin Jen Carlsson gründete die Band im Januar 2011 zusammen mit ihrer langjährigen Bandkollegin Stacey Dee (Gesang/Gitarre) sowie Myra Gallerza (Schlagzeug) und Jennie Cotterill (Gesang/Gitarre). Der Bandname ist eine Anspielung auf das Idiom „Good Cop, Bad Cop“. Die Band begann zunächst lokal zu touren und dehnte ihren Wirkungskreis auf die Westküste der Vereinigten Staaten aus. 2012 erschien das erste Demo Get Rad. Anschließend lernte die Band Produzent Davey Warsop kennen, der sich von da an um die Produktion ihrer Songs kümmerte. Es folgte eine selbstbetitelte 7’’. Carlsson verließ die Band jedoch kurz nach den Aufnahmen, stellte der Gruppe aber noch ihre Nachfolgerin Linh Lhe vor.
Zu einem ihrer Gigs kam Fat Mike, der sich nach neuen Songs erkundigte. Er brachte anschließend die Single Boss Lady heraus und nahm die Gruppe auf seinem Label Fat Wreck Chords unter Vertrag. Am 16. Juni 2015 erschien ihr Debütalbum Not Sorry. Die Band durfte auf der anschließenden 25th Anniversary Tour von Fat Wreck spielen. Doch etwa zur Hälfte der Tour kam es zu Problemen mit Stacey Dee, deren Medikamentenabhängigkeit in Verbindung mit dem Partyleben auf Tour dazu führten, dass die Band die Tour abbrechen musste. Fat Mike unterstützte Stacey Dee bei ihrem Entzug und die Band wuchs eigenen Angaben zufolge fester zusammen.
Anschließend begannen die Aufnahmen zum zweiten Album Warriors, bei dem Fat Mike sowohl als Produzent zusammen mit Warsop involviert war, als auch einige Texte beitrug. Das Album erschien schließlich am 16. Juni 2017 und damit genau zwei Jahre nach ihrem Debütalbum. Anschließend beteiligte sich die Band an der Vans Warped Tour.
2022 verließ Gitarristin Cotterill die Band und wurde durch Alex Windsor ersetzt. Winsor ist eine professionelle Musikerin aus Los Angeles, die für Live-Auftritte, Sessions und Unterricht gebucht werden kann.
Jennie Cotterill hat in mehreren Interviews erklärt, dass das Verlassen der Band für sie enttäuschend und einseitig war.
Die Band konzentrierte sich auf den kommerziellen Erfolg und der daraus resultierende Gruppenzwang nahm ihr den Spaß am Musikmachen und an der Kreativität.
Im Jahr 2024 gründete Cotterill die in LA ansässige Band Reckoner. Die Band veröffentlichte ihre erste Single auf Double Helix Records.
Die Single ‚Shattered‘ von Bad Cop/Bad Cop wurde am 10. Oktober 2023 auf Fatwreck veröffentlicht. Die Single soll die erste Auskopplung aus dem neuen Album der Band sein. Die Bandmitglieder haben das neue Album mehrfach in Instagram-Kommentaren erwähnt. Das ursprüngliche Veröffentlichungsdatum sollte im Herbst 2024 sein, wurde aber mehrmals verschoben und ist immer noch nicht bekannt gegeben worden.
Die Gerüchte um den Verkauf von Fatwreck an Hopeless Records legen nahe, dass das Album später im Jahr 2025 auf Hopeless Records erscheinen wird.
In einem Interview mit dem deutschen Musik Fanzine Plasticbomb (Ausgabe 131, Mai 2025) erklärte die Band, dass das neue Album am 11. Juli erscheinen wird. Bereits im April, Mai und Juni sollen Singles veröffentlicht werden. Unklar ist, ob das Album bei Fat Wreck Chords oder bei Hopeless Records erscheinen wird. Die Band erklärte außerdem, dass Fat Mike nicht mehr als Produzent beteiligt war. Inhaltlich ist das neue Album persönlicher und beinhaltet private Ereignisse und Lebensumstände der Band, wie Krankheit, Alter und mentale Gesundheit.

## Musikstil
Bad Cop/Bad Cop spielen melodischen Punkrock mit zwei, seit Warriors, auf dem auch Bassistin Linh Le zwei Lieder singt, sogar drei Sängerinnen.
Mit dem Ausstieg von Jennie Cotterill übernahm Myra Gallarza den Part der dritten Harmonie.
Während das erste Album noch wesentlich softer war, was Musik und Texte anging, entstand das zweite Werk Warriors unter dem Eindruck von Stacey Dees Entzug und der Präsidentschaftswahl in den Vereinigten Staaten 2016, bei der Donald Trump gewählt wurde. Die Texte wurden damit wesentlich politischer. Die Band vertritt einen starken Feminismus und eine antikapitalistische Grundeinstellung.

## Diskografie
Alben
- 2015: Not Sorry (Fat Wreck Chords)
- 2017: Warriors (Fat Wreck Chords)
- 2020: The Ride (Fat Wreck Chords)

Singles und EPs
- 2012: Get Rad (CD-R, Eigenproduktion)
- 2013: Bad Cop/Bad Cop (7’’, Eigenproduktion)
- 2014: Boss Lady (7’’, Fat Wreck Chords)
- 2016: Don (Split-7’’ mit Barb Wire Dolls)
- 2023: Shattered (7", Fat Wreck Chords)

Samplerbeiträge
- 2014: Old Dogs auf Fat Music for Fest People IV
- 2015: Nightmare auf Fat Music Vol. 8: Going Nowhere Fat
- 2015: Run for the Money auf Highway 39 Revisited: A Tribute to The Crowd
- 2016: Yeah, Yeah, Yeah auf Dumptruck Comp Vol. 1